# South Milwaukee
South Milwaukee ist eine Stadt (mit dem Status „City“) im Milwaukee County im Südosten des US-amerikanischen Bundesstaates Wisconsin. Das U.S. Census Bureau hat bei der Volkszählung 2020 eine Einwohnerzahl von 20.795 ermittelt.
South Milwaukee ist Bestandteil der Metropolregion Milwaukee.

## Geografie
South Milwaukee liegt im Südosten Wisconsins, an der Mündung des Oak Creek in den Michigansee.
Die geografischen Koordinaten von South Milwaukee sind 42°54′40″ nördlicher Breite und 87°51′51″ westlicher Länge. Das Stadtgebiet erstreckt sich über eine Fläche von 12,4 km².
Das Stadtzentrum von Milwaukee liegt 18 km nordnordwestlich. Weitere Nachbarorte sind Cudahy (an der nördlichen Stadtgrenze) und Oak Creek an der westlichen, südwestliche und südlichen Stadtgrenze.
Die neben Milwaukee nächstgelegenen weiteren Großstädte sind Green Bay (210 km nördlich), Appleton (189 km nordnordwestlich), Wisconsins Hauptstadt Madison (143 km westlich), Chicago im benachbarten Bundesstaat Illinois (139 km südsüdöstlich) und Racine (22,8 km südöstlich).

## Wirtschaft
South Milwaukee ist Sitz der Firma Bucyrus International, früher Bucyrus-Erie, die große Baggerschaufeln und Schürfkübelbagger herstellt. Ihre Schaufeln wurden auch beim Bau des Panama-Kanals benutzt.

## Bevölkerung
Nach der Volkszählung im Jahr 2010 lebten in South Milwaukee 21.156 Menschen in 9043 Haushalten. Die Bevölkerungsdichte betrug 1706,1 Einwohner pro Quadratkilometer. In den 9043 Haushalten lebten statistisch je 2,31 Personen.
Ethnisch betrachtet setzte sich die Bevölkerung zusammen aus 91,6 Prozent Weißen, 2,0 Prozent Afroamerikanern, 0,8 Prozent amerikanischen Ureinwohnern, 1,1 Prozent Asiaten sowie 2,1 Prozent aus anderen ethnischen Gruppen; 2,2 Prozent stammten von zwei oder mehr Ethnien ab. Unabhängig von der ethnischen Zugehörigkeit waren 8,0 Prozent der Bevölkerung spanischer oder lateinamerikanischer Abstammung.
21,8 Prozent der Bevölkerung waren unter 18 Jahre alt, 62,6 Prozent waren zwischen 18 und 64 und 15,6 Prozent waren 65 Jahre oder älter. 51,0 Prozent der Bevölkerung waren weiblich.
Das mittlere jährliche Einkommen eines Haushalts lag bei 53.990 USD. Das Pro-Kopf-Einkommen betrug 25.314 USD. 10,3 Prozent der Einwohner lebten unterhalb der Armutsgrenze.

## Bekannte Bewohner
- Roger Sherman Hoar (1887–1963), Ingenieur, Politiker und Schriftsteller
- Reginald Lisowski (1926–2005), Wrestler
- Phil Sobocinski (* 1945), Football-Spieler
- Gary George Wetzel (* 1947), Soldat der US-Armee, der die Medal of Honor für seine Dienste im Vietnam-Krieg bekam.